# Jamie Campbell-Walter
Jamie Campbell-Walter, född 16 december 1972 i Oban, är en skotsk racerförare.